# 死霊館のシスター
『死霊館のシスター』（しりょうかんのシスター、原題: The Nun）は2018年のアメリカ合衆国のホラー映画。監督はコリン・ハーディ、主演はタイッサ・ファーミガとデミアン・ビチルが務めた。「死霊館ユニバース」の5作目で、『死霊館 エンフィールド事件』（2016年）に登場した悪魔のシスター「ヴァラク」のルーツに迫る前日譚である。また、本作はシリーズで初めてIMAX方式及び4D方式での上映が行われる作品でもある。

## ストーリー
暗黒時代、ルーマニアの聖カルタ修道院でオカルトに興味を持った公爵が悪魔召喚の儀式を執行し、恐ろしき悪魔ヴァラクを呼び出そうと目論むが、事態を重く見たヴァチカンの使者により儀式の途中で襲撃され、失敗に終わる。使者たちはキリストの血で悪魔の通り道である地獄の扉を固く閉ざし、ヴァラクを封じ込める事に成功する。
しかし第二次大戦中、修道院が空爆され建物の一部が崩落したことで地獄の扉が再度開かれ、ヴァラクが復活する。以後、ヴァラクは修道院内で猛威を振るい、修道女達の犠牲は極限を迎える。そして、時は1952年、2人の修道女が暗い地下墓地の廊下を歩いていた。キリストの血で悪魔を封印しようと試みるも1人が襲われ、もう1人の修道女にある鍵を託し犠牲となった。修道女は悪魔に憑依されない様にあえて大罪である自死の道を選択する。数日後、フレンチという青年が物資を運びに修道院に立ち寄り、遺体を発見。これによりヴァチカンが調査の為、バーク神父と見習いの修道女アイリーンを派遣する。フレンチ、バーク、アイリーンはこの修道院で起こる不可解な出来事が全てヴァラクの存在である事を突き止める。壮絶な戦いの末、なんとか地獄の扉を閉じ、ヴァラクの再封印が達成されたかに見えたが、ヴァラクは一瞬の隙にフレンチに憑依していた。彼の体に逆さ十字が現れた所で物語は終了する。

## キャスト
※括弧内は日本語吹替声優。
- 修道女アイリーン: タイッサ・ファーミガ（清水理沙）
- バーク神父: デミアン・ビチル（てらそままさき）
- モーリス・テリオー/フレンチー: ジョナ・ブロケ（岩田翼）
- ヴァラク/悪魔の尼僧: ボニー・アーロンズ
- 修道女ヴィクトリア: シャーロット・ホープ（内野恵理子）
- 修道女オアナ: イングリット・ビス（英語版）（嶋村侑）
- グレゴロ: チューダー・ムンテアヌ
- 修道女クリスチャン: マニュエラ・チューカー
- マークィス: ジャレッド・モーガン

### アーカイブ映像による出演
- エド・ウォーレン: パトリック・ウィルソン（咲野俊介）
- ロレイン・ウォーレン: ヴェラ・ファーミガ（小林さやか）
- キャロリン・ペロン: リリ・テイラー
- モーリス・テリオールト: クリストフ・ヴェイロン

## 製作

### 構想
2016年6月15日、ワーナー・ブラザース映画とニュー・ライン・シネマは『死霊館 エンフィールド事件』のスピンオフ映画を製作すると発表した。デヴィッド・レスリー・ジョンソンが脚本を執筆し、ピーター・サフランとジェームズ・ワンが製作を務めることも発表された。2017年2月17日、ジョンソンに代わってゲイリー・ドーベルマンが脚本を執筆することとコリン・ハーディが監督に起用されたことが報じられた。『アナベル 死霊人形の誕生』の撮影中、サフランは本作が死霊館シリーズの時系列上で最初に位置する作品であり、ウォーレン夫妻とアナベル人形をめぐる物語の前日譚となると述べた。

### キャスティング
2017年4月5日、デミアン・ビチルが本作に出演することになったと報じられた。24日、タイッサ・ファーミガがタイトルロールに起用されたとの報道があった。26日、ボニー・アーロンズが『死霊館 エンフィールド事件』に引き続いてヴァラクを演じると報じられた。28日には、ジョナ・ブロケの出演が決まった。5月1日、シャーロット・ホープが修道女ヴィクトリア役に起用されたと報じられた。3日、イングリット・ビスが本作に出演するとの報道があった。

### 撮影
2017年5月3日、本作の主要撮影がルーマニアのブカレストで始まった。6月にはルーマニアの国会議事堂である国民の館での撮影が行われた。なお、国民の館を貸し切るための費用として、1時間あたり5000ユーロが支払われたのだという。本作の撮影はトランシルヴァニア、シギショアラ、フネドアラのフニャド城でも行われた。6月23日、本作の主要撮影が終了した。
撮影中、ハーディ監督が心霊現象に遭遇するという一件があった。

## 公開
当初、本作は2018年7月13日に全米公開される予定だったが、後に公開日は同年9月7日に延期された。
2018年6月13日、本作のティーザー・トレイラーが公開された。
9月14日、本作の公開を記念して、死霊館シリーズの過去作品を一気に鑑賞するための上映会が新宿ピカデリーで開催された。

## 騒動
8月、YouTube動画の先付け広告として製作された本作の広告動画が物議を醸した。その動画は6秒間のシンプルなものであり、音量を下げる警告が出た後に、ヴァラクが絶叫する姿が瞬間的に映し出されるというものであった。これは典型的なジャンプスケアであった。しかし、動画を初めて見た視聴者の中には、訳も分からぬままヴァラクの絶叫を大音量で聞いてしまった者が少なからずおり、SNS上で苦情の声が噴出した。事態を重く見たYouTubeはその動画を規約違反で配信停止とした。

## 興行収入
本作は『God Bless the Broken Road』及び『ライリー・ノース -復讐の女神-』と同じ週に封切られ、公開初週末に4500万ドル前後を稼ぎ出すと予想されていたが、実際の数字はそれを上回るものとなった。本作は6日（木曜日）のレイトショーで540万ドルを稼ぎ出したが、この数字はシリーズで最も高い数字であった。2018年9月7日、本作は全米3876館で公開され、公開初週末に5380万ドルを稼ぎ出し、週末興行収入ランキング初登場1位となった。この数字はシリーズ最高のものであり、9月公開作としても歴代2位の数字となった。

## 評価
本作に対する批評家からの評価は芳しいものではない。映画批評集積サイトのRotten Tomatoesには104件のレビューがあり、批評家支持率は29%、平均点は10点満点で4.6点となっている。サイト側による批評家の見解の要約は「『死霊館のシスター』は俳優たちの見事な演技、薄気味悪い雰囲気、練り込まれた舞台設定を売りにしているが、論理性と緊張感の欠如がその欠点である。」となっている。また、Metacriticには30件のレビューがあり、加重平均値は46/100となっている。なお、本作のCinemaScoreはCとなっているが、これはシリーズで最も低い評価である。
一種のナンスプロイテーション映画であると評されている。

## 続編
2017年8月12日、ジェームズ・ワンが本作の続編について「現時点で、続編の可能性があるかを明言することはできません。ただ、もし『死霊館のシスター』が興行的に成功を収めたなら、続編製作の話は出てくるでしょうし、ヴァラクとロレイン・ウォーレンの物語（『死霊館』と『死霊館 エンフィールド事件』で展開された物語）をどう結びつけるのかという話も出てくるでしょう。」と述べた。2019年4月11日、本作の続編の製作が始まったと報じられた

## 余談
2018年12月14日に『死霊のシスター』（原題：Curse of the Nun）というホラー映画のDVDが発売される。パッケージに描かれているシスターは本作に登場するヴァラクに似ているが、本作とは何の関係もない。